# Lanfeust
Lanfeust, est le héros (par ordre chronologique des histoires) des séries de bandes dessinées  Gnomes de Troy, Lanfeust de Troy, Lanfeust Quest, Lanfeust des Étoiles et Lanfeust Odyssey. C'est le personnage principal, créé par Christophe Arleston, et Didier Tarquin.
Le nom Lanfeust aurait été inspiré à Arleston par le nom d'un lieu-dit, situé à cheval sur les communes du Conquet et de Ploumoguer (Finistère).
À noter, comme autre anecdote la mention de la capitale de Troy, Eckmül, qui est en fait un phare, situé à la pointe de Penmarc'h, là aussi dans le Finistère.